# Каза-Бранка (Сан-Паулу)
Каза-Бранка (порт. Casa Branca)  —  муниципалитет в Бразилии, входит в штат Сан-Паулу. Составная часть мезорегиона Кампинас. Входит в экономико-статистический  микрорегион Сан-Жуан-да-Боа-Виста. Население составляет 27 903 человека на 2006 год. Занимает площадь 865,544 км². Плотность населения — 32,2 чел./км².

## История
Город основан в 1841 году.

## Известные уроженцы
- Альберто Марсон — обладатель бронзовой медали летних Олимпийских игр 1948 года в составе сборной Бразилии по баскетболу.

## Статистика
- Валовой внутренний продукт на 2003 составляет 643.394.262,00 реалов (данные: Бразильский институт географии и статистики).
- Валовой внутренний продукт на душу населения на 2003 составляет 23.484,11 реалов (данные: Бразильский институт географии и статистики).
- Индекс развития человеческого потенциала на 2000 составляет 0,810 (данные: Программа развития ООН).

## География
Климат местности: горный тропический.